# 里贝拉-杜安帕鲁
里贝拉-杜安帕鲁是巴西巴伊亚州的一个市镇。总面积699.342平方公里，总人口13875人，人口密度19.8人/平方公里。